# Peter Clarkson
Pour les articles homonymes, voir Clarkson.
Peter A. Clarkson (né en 1957) est un mathématicien britannique, professeur de mathématiques à la School of Mathematics, Statistics and Actuarial Science (SMSAS) de l'université du Kent.

## Prix
Il est lauréat en 2020 du prix Anne-Bennett senior, en reconnaissance de « son travail inlassable en faveur de l'égalité entre les sexes dans le domaine des mathématiques au Royaume-Uni, et en particulier pour son rôle moteur dans le développement de bonnes pratiques parmi les départements de sciences mathématiques »,.

## Publications
- A connection between the maximum displacements of rogue waves and the dynamics of poles in the complex plane
- Applications of analytic and geometric methods to nonlinear differential equations
- From nonlinearity to coherence universal features of nonlinear behaviour in many-body physics
- Innovation in technology and organization
- Reductions of self-dual Yang-Mills fields and classical systems
- Solitons, nonlinear evolution equations and inverse scattering
- Symmetries and integrability of difference equations.